# محمد سامح عمرو
محمد سامح عمرو عميد كليه حقوق القاهرة، محام ومحكم دولى، دبلوماسي مصري سابق.

## مولده
وُلد الدكتور عمرو سنة 1966 في القاهرة.

## المؤهلات العلمية
1. حاصل على درجة الدكتوراه في القانون الدولي من مدرسة لندن للعلوم الاقتصادية والسياسية عام 1997
2. نال درجة الماجستير في القانون العام والخاص من جامعة القاهرة 1989.
3. حاصل على ليسانس القانون من جامعة القاهرة 1987
4. ويجيد اللغات العربية والإنجليزية والفرنسية

كما أنه قام بتأليف العديد من المؤلفات العربية والأجنبية في مسائل تخص القانون الدولي ومارس بامتياز مهنته الأكاديمية كأستاذ للقانون الدولي العام في جامعة القاهرة.

## المناصب التي شغلها
- عين معيدا بحقوق القاهرة في يناير 1988، وترقى إلى وظيفة مدرس مساعد عام 1990
- عين مدرس للقانون الدولى بجامعة القاهرة عام 1997 ثم أستاذ مساعد بقسم القانون الدولى عام 2004 وأستاذ للقانون الدولى بجامعة القاهرة عام 2010
- سفير مصر ومندوبها الدائم لدى منظمة الأمم المتحدة للتربية والثقافة والعلوم (اليونسكو)
- انتخب في 22 نوفمبر 2013 رئيساً للمجلس التنفيذي لمنظمة اليونسكو، كأول مصرى يشغل هذا المنصب بالمنظمة منذ عام 1978.
- عين رئيس قسم القانون الدولى العام بكلية الحقوق - جامعة القاهرة عام 2016 .
- عين عميد كلية حقوق جامعة القاهره عام 7 فبراير 2023 حتي الآن

## عن حياته العملية
منذ تخرجه من جامعة القاهرة بدأ عمرو مسيرته الأكاديمية حيث حصل على الماجستير في القانون ثم درجة الدكتوراه في القانون الدولى من مدرسة لندن للعلوم الاقتصادية والسياسية - جامعة لندن.
عمل في مجال الاستشارات القانونية والمحاماة خاصة في مجال قانون الأعمال والتجارة الدولية وأعمال البنوك والشركات وقانون الاستثمار
ارتبط عمرو على نحو وثيق بالعمل في اليونسكو منذ عام 2000، ممثلاً لمصر في وفدها الدائم بباريس حتى عام 2004 وشغل عضوية عدد من اللجان الدولية كما شارك في المفاوضات الخاصة بعدد من الاتفاقيات والاعلانات التي صدرت عن اليونسكو، ولاسيما تلك التي تخص التراث الثقافي المغمور بالمياه، والتراث الثقافي غير المادي، وتعاطي المنشطات في مجال الرياضة، فضلاً عن حماية وتعزيز تنوع أشكال التعبير الثقافي.
عاد إلى مصر لممارسة نشاطه الأكاديمى بجامعة القاهرة وعدد من المؤسسات الأكاديمية العربية والدولية، علاوة على ممارسته لمهنة الاستشارات القانونية والمحاماة. وانضم إلى الفريق التفاوضى كمستشار قانونى في المباحثات الخاصة بمفاوضات حوض النيل.
شغل منصب سفير مصر ومندوبها الدائم لدى منظمة اليونسكو عام 2012، وأثناء هذه الفترة تم انتخابه رئيسا للمجلس التنفيذى لليونسكو عام 2013 لمدة عامين. يجتمع أعضاء المجلس التنفيذي البالغ عددهم 58 عضواً الذين ينتخبهم المؤتمر العام، مرتين في السنة. ويشرف المجلس التنفيذي على تنفيذ البرامج التي اعتمدها المؤتمر العام،.
عاد إلى القاهرة بعد انتهاء مهمته الدبلوماسية حيث يقوم بتدريس القانون الدولى العام بجامعة القاهرة كما يقوم بالاشراف على عدد من الرسائل العلمية في هذا التخصص. شارك في عدد كبير من لجان التحكيم على رسائل الماجستير والدكتوراه في مصر والعالم العربى.
يقوم بتدريس مادة القانون الدولى في عدد من المؤسسات العربية وهو أستاذ زائر بجامعة العلوم السياسية SciencesPo بفرنسا وجامعة فيرونا بإيطاليا.
شارك في صياغة عدد من التشريعات والقوانين واللوائح التنفيذية خاصة في مجال الاستثمار. كما يشغل عضو مجلس إدارة الهيئة العامة للاستثمار والمناطق الحرة.
أسس مكتب عمرو وشركاه للاستشارات القانونية والمحاماة عام 2016 بالقاهرة، وهو مكتب متخصص في ممارسة أعمال الاستشارات القانونية والمحاماة في مجال قانون الأعمال وقانون الشركات والبنوك والاستثمار الدولى وتسوية المنازعات الدولية.
يباشر المكتب تخصص جديد في تقديم الاستشارات القانونية وابرام العقود وتأسيس فروع الجامعات الأجنبية في مصر واستضافة المؤسسات التعليمية في مصر للجامعات الأجنبية.
يباشر مهمة التحكيم الدولى من القاهرة (مصر) وباريس (فرنسا) حيث عين محكما دوليا أو رئيسا لهيئات التحكيم في عدد كبير من منازعات التحكيم التجاري الدولي، كما أن أسمه مدرج على قائمة المحكمين والوسطاء لعدد من المراكز الدولية لتسوية المنازعات، ومدرج أسمه على قائمة هيئة تسوية منازعات الاستثمار الدولية التابعة للبنك الدولى بواشنطن (الأكسيد)
عضو مجلس إدارة المجلس الأعلى للاثار، 2017 - حتى الآن
عضو مجلس إدارة الهيئة العامة للاستثمار والمناطق الحرة - مصر، 2018 - حتى الآن
عضو مجلس إدارة شركة الأهلى للتأجير التمويلى، 2019 - حتى الآن
عضو مجلس إدارة المتحف القومى للحضارة، 2020 - حتى الآن
عضو مجلس إدارة بنك نكست - حتي الآن